# Pelckhofen (Adelsgeschlecht)

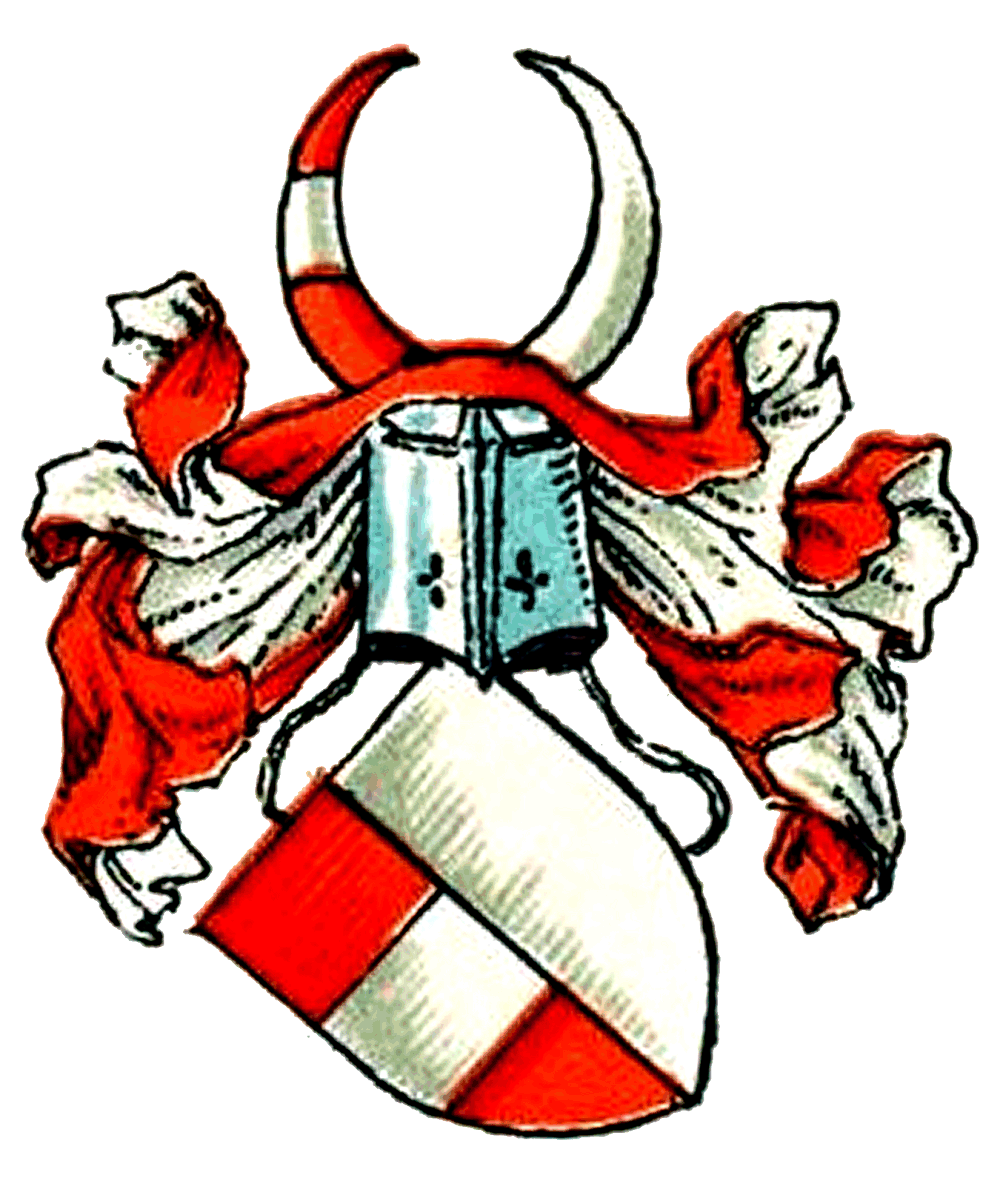
Wappen derer von Pelckhofen

Die Familie Pelckhofen (auch Pelkhoven, Pelkoven, Pelkhofen, Pellkoven) ist ein bayerisches Adelsgeschlecht, aus dem mehrere hohe Staatsbeamte hervorgegangen sind.

## Geschichte
Bekannt ist die Familie für das 1690 errichtete Pelkovenschlössl an der Pelkovenstraße im heutigen Münchner Stadtbezirk Moosach.

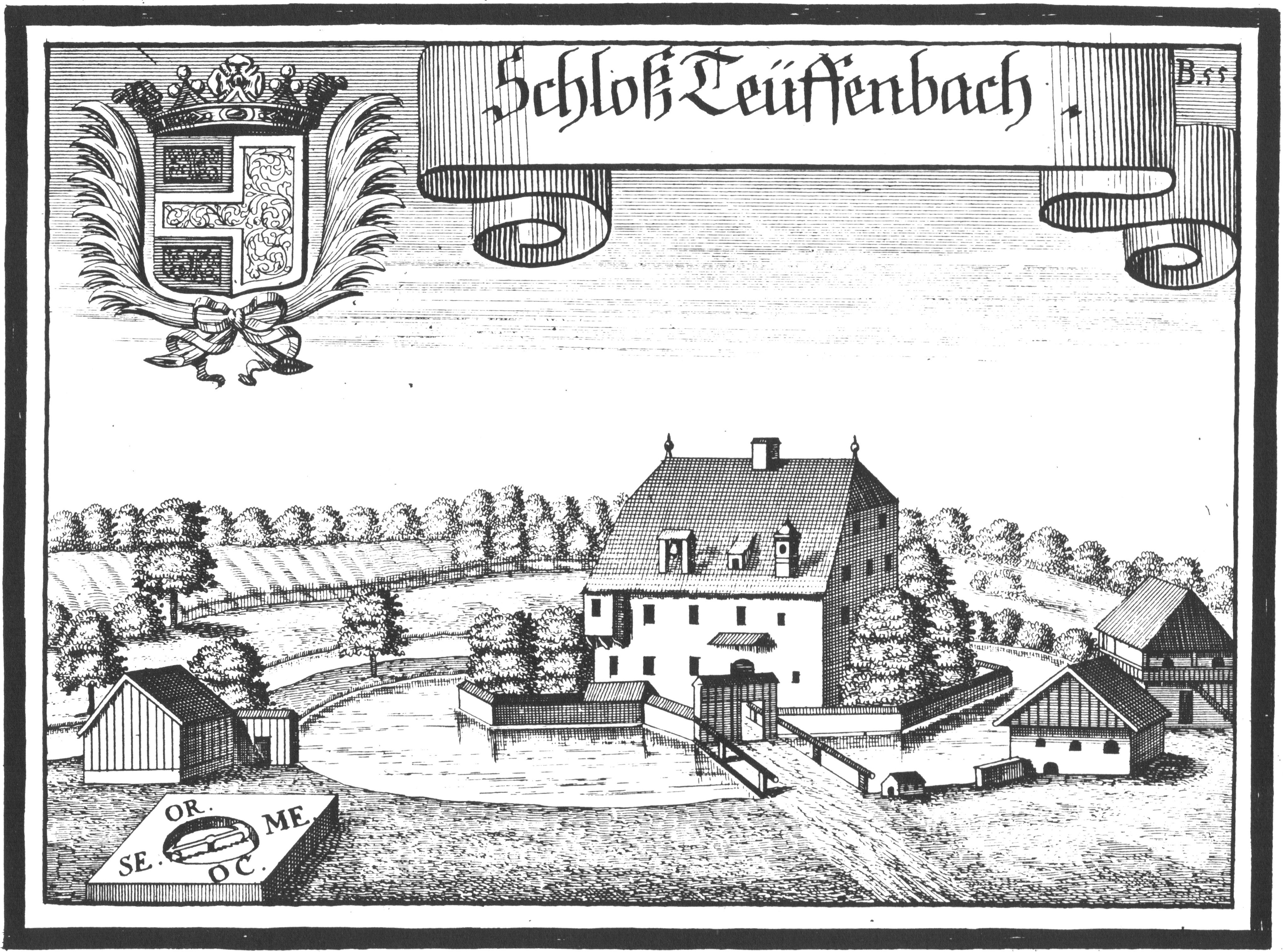
Schloss Teufenbach (Kupferstich von Wening, 1721) mit Abbildung des Wappens der Pelckhofen

Das Geschlecht ist seit dem 14. Jahrhundert im Herzogtum Bayern bekannt und beginnt seine Stammreihe 1357 mit Stephan Pelk oder Polnkover und dessen zwei Söhnen. Spätestens seit 1433 waren die Pelckhofen zu Moosthenning auf Schloß Hohenbuchbach ansässig. Nach dem Tod des Wolfgang von Pellkoven 1584 veräußerten seine Erben den von ihm hinterlassenen Besitz, und so ging Hohenbuchbach zwischen 1578 und 1585 durch Kauf an Wolf Josef von Höhenkirchen über, während Hackerskofen durch Kauf an Hans Christoph Goder von Kriestorf kam. Obwohl die Herren von Pellkoven seither nicht mehr auf Hohenbuchbach ansässig waren, nannten sich zahlreiche Mitglieder der Familie auch weiterhin nach diesem Besitz. Durch ein Diplom d.d. München 23. Februar 1884 wurde der bereits 1688 durch Kurfürst Maximilian II. Emanuel von Bayern in den Freiherrenstand erhobenen Familie gestattet, sich im Königreich Bayern fortan als Freiherren von Pelkhoven-Hohenbuchbach auf Teising zu bezeichnen.
Das Schloss Teufenbach im heutigen Unterteufenbach in der Gemeinde St. Florian am Inn im oberösterreichischen Bezirk Schärding gehörte ebenfalls zeitweilig den Pelckhofen.
Am 21. April 1813 erfolgte die Immatrikulation bei der Freiherrenklasse der bayerischen Ritterschaft.

## Wappen

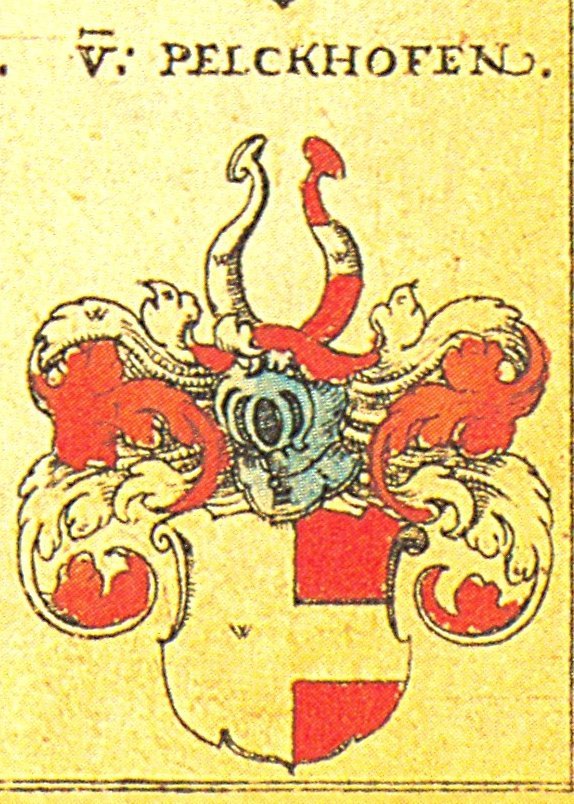
(seitenverkehrtes) Wappen nach Siebmacher, 1605

Blasonierung: Das von Rot und Silber gespaltene Wappen zeigt rechts einen silbernen Balken; als Zierde dient ein Helm mit rot-silbernen Helmdecken und zwei wie der Schild bezeichnete Hörner.
In Siebmachers Wappenbuch ist es spiegelverkehrt dargestellt.

## Angehörige

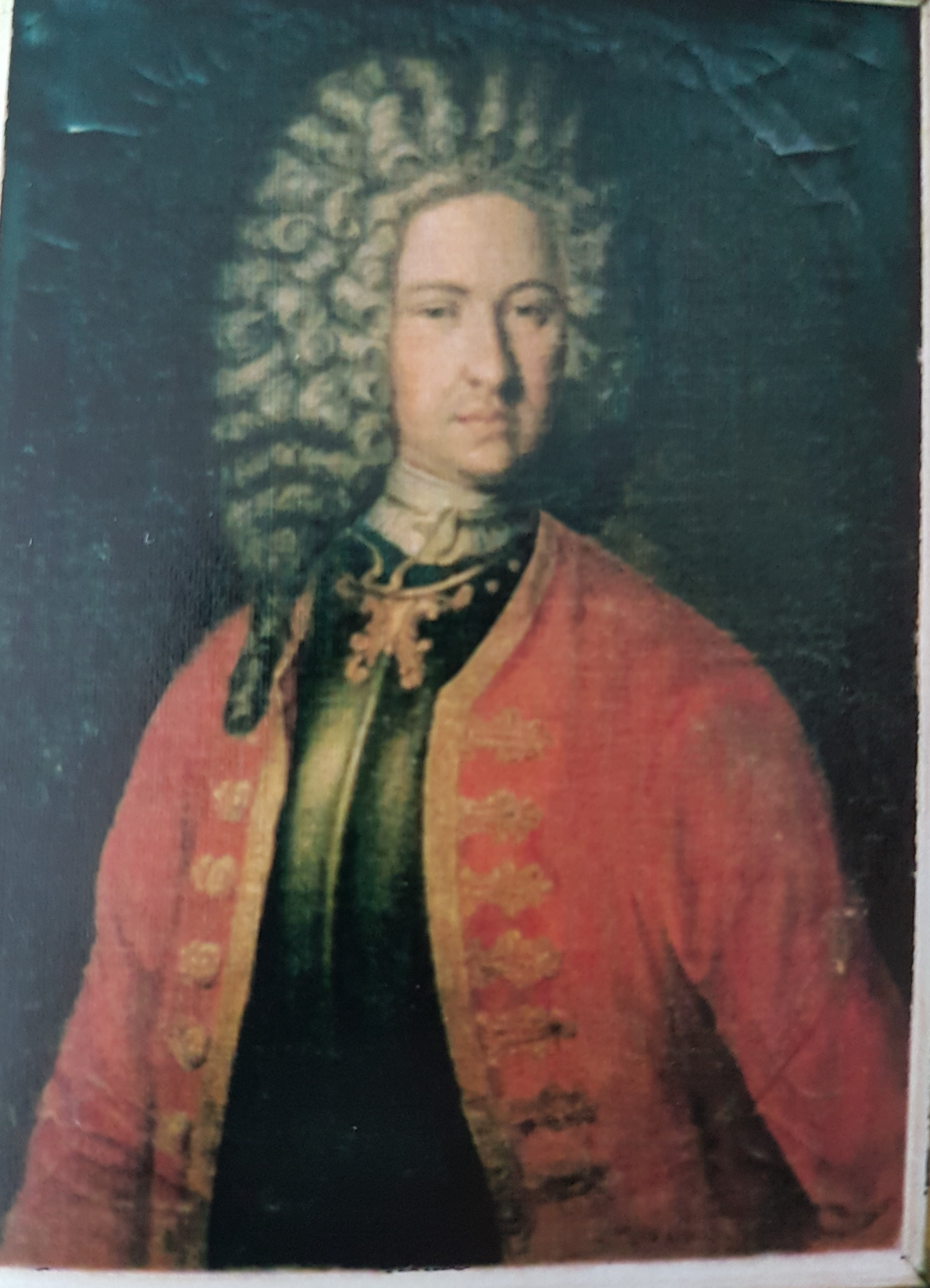
Maximilian II. Freiherr von Pelkhoven

- Johann Ernst von Pelckhofen zu Moosweng, kurbayerischer Generalkriegskommissar und Kriegsrat im Dienst des Kurfürsten Maximilian II. Emanuel von Bayern
- Veit Adam von Pelkoven (1649–1701), Generalvikar von Freising[6]
- Johann Nepomuk von Pelkhoven (1763–1830)
- Maximilian II. von Pelkhoven (1689–1749), kurfürstlicher Kämmerer und Regierungsrat zu Straubing
- Maximilian III. von Pelkhoven (1796–1864), königlich-bayerischer Jurist und Staatsrat
- Heinrich von Pelkhoven (1833–1903), Jurist und Theologe, Spiritual des Regensburger Priesterseminars.[7]